# 11-es főút (Magyarország)
A 11-es számú főút Budapesttől Tátig tartó másodrendű főút, hossza 72 km. Budapesten a békásmegyeri Batthyány utcától indul. A Duna jobb partján észak felé haladva, többek között Szentendrén, Visegrádon és Esztergomon áthaladva torkollik Táton a 10-es főútba.

## Fekvése
A főút Szentendrei út néven Budapest III. kerületében, Óbudán kezdődik a Flórián térnél, a főútra az Árpád hídról, a Vörösvári útról és a Pacsirtamező útról lehet közvetlenül ráhajtani, később Csillaghegynél Rákóczi utca, majd Békásmegyernél Batthyány utca néven éri el a városhatárt, ahol azt alig elhagyva Budakalásznál az M0-s körgyűrű is becsatlakozik hozzá, ezt követően ér Szentendrére. Ezután lényegében a Szentendrei-Duna, majd a Duna partvonalát követi egészen Tátig. Az út Budakalász után egy egészen rövid szakaszon érinti Pomáz közigazgatási területét, majd Szentendrét, Leányfalut, Tahitótfalut, Dunabogdányt, Visegrádot, Dömöst, Pilismarótot és Esztergomot; Tát határában, a 117-es úttal találkozva ér véget. A Dunakanyarban a Duna jobb partján halad. Esztergomban a Mária Valéria híd felé lehet róla letérni a 11 326-os úton; ez az út Szlovákiában 63-as útként folytatódik egészen Pozsonyig. Az út régen Tát belterületén ért véget, a 10-es útba torkollva, a 117-es út megépülte után a táti szakasza 1011-es számmal mellékút lett.

## Története
1934-ben a kereskedelem- és közlekedésügyi miniszter 70 846/1934. számú rendelete másodrendű főútnak nyilvánította, a jelenlegi útszámozással és csaknem teljesen a maival megegyező útvonalon. Különbség csak annyi volt, hogy akkor a 11-es főút Esztergom után még Dorog felé folytatódott (a mai 111-es főút nyomvonalán) és ott ért véget, az akkor még 1-es számot viselő, mai 10-es főútba csatlakozva. 1928-tól szinte a teljes hosszában autóbusz-közlekedés üzemelt rajta, ez alól csak a Budapest-Szentendre szakasz volt kivétel, ahol a párhuzamos HÉV-járat miatt már akkor sem volt szükség sűrűbb helyközi buszközlekedésre.
Egy dátum nélküli, feltehetőleg 1950 körül készült térkép csak a Budapesttől Esztergomig tartó szakaszát tüntette fel 11-es útszámozással, az onnan Dorogig továbbvezető út abban az időben a 13-as számot viselte.
Visegrádon a Duna-parti elkerülő szakasz 1963-ban épült. Addig a kisváros központján átvezető Fő utcán haladt a korabeli szerényebb mértékű forgalom. Az Budapest III. kerületében a Flórián tértől induló 11-es főút az 1970-es és az 1980-as években szélesedett ki a fővárosi Szentendrei úti szakaszán a mai formájára és kapott új, irányonként két forgalmi sávos nyomvonalat - a Dunakanyar gyorsabb megközelítése, valamint Békásmegyer, Budakalász és a Szentendre tehermentesítése céljából - a csillaghegyi Czetz János köz és a szentendrei Kalászi út, továbbá a Duna korzó Pannónia utcai déli vége és az Ady Endre út között.
Szentendrén a Dunakanyar körút a belvárost és az addig főútvonalként funkcionált Duna korzót mentesíti az átmenő forgalom terhelése alól. A mai formájában a Szentlászlói útig 1978-ra, az Ady Endre úti elágazásig - megközelítőleg - 1982-ig készült el.
A Szentendre HÉV-állomás környéke (Állomás tér) szintén az 1970-es évek végén nyerte el a mai formáját. 1978-ban az új Dunakanyar körút alatt a belváros felé vezető gyalogos aluljáró épült és a buszpályaudvar első ütemét is ekkor adták át.
2006 és 2008 között az országban ezen a főúton történt átlagosan a második legtöbb baleset, vagyis minden 232. méterén.

## Települései
- Budapest – A budapesti szakasz a városközponthoz közelebb irányonként három, miután kettéválik a régi és az új Szentendrei út, onnantól már csak két forgalmi sávos.
- Budakalász – A főút budakalászi szakasza a település lakott területeit kelet felől elkerülve húzódik, itt ágazik ki belőle az 1111-es út Pilisszentkereszten át Esztergom felé és a 11 118-as út a Lupa-sziget felé.
- Pomáz – A városnak csak külterületi részeit érinti az út, egy egészen rövid szakaszon.
- Szentendre – A város belterületének déli szélén ágazik ki az 1108-as út Üröm és az 1112-es út Pomáz központja felé. A belvárost elhagyva további két fontosabb elágazása van még, az 1116-os út Pilisszentlászló-Visegrád és a 11 112-es út a Szentendrei Szabadtéri Néprajzi Múzeum felé.
- Leányfalu – Az észak-déli irányban több mint 5 kilométer hosszan elnyúló település belterületén végighúzódik az út, jelentősebb elágazás nélkül.
- Tahitótfalu – A központjában ágazik ki belőle az 1114-es út, az egyetlen olyan útvonal, amelyen keresztül hídon közelíthetők meg a Szentendrei-sziget települései. Az 1114-es a váci komp szigeti felhajtójáig tart.
- Dunabogdány
- Visegrád – A visegrádi fellegvárhoz ágazik ki itt a 11 116-os számú mellékút Lepencénél pedig visszatorkollik bele az 1116-os út.
- Dömös
- Pilismarót – Központjától a Duna-parti üdülőtelepére, illetve a zebegényi komphoz a 11 324-es számú mellékút vezet, basaharci településrészétől a szobi kompig pedig a 11 325-ös számú mellékút.
- Esztergom – Esztergom belvárosában a 11-es út most kiépülő, elkerülő szakasza válik idővel az országos főúttá [2022-es állapot szerint még 1131-es út], így a belvárost és a Várhegy környékét elkerüli a nagyobb forgalom.[5] A Mária Valéria híd a 11 326-os számú mellékúton érhető el a 11-es főút felől; ugyanabban a körforgalomban csatlakozik hozzá (vissza) az 1111-es út, valamint a 111-es főút.
- Tát